# S9 (Berlijn)
De S9 is een lijn van de S-Bahn van Berlijn. De lijn verbindt Flughafen BER Terminal 1-2 in de deelstaat Brandenburg met het in het stadsdeel Spandau gelegen station Berlin-Spandau. De lijn loopt door Berlijn via onder andere de stations Schöneweide, Ostbahnhof, Friedrichstraße, het Hauptbahnhof en Westkreuz. De lijn telt 30 stations en heeft een lengte van 40,7 kilometer; de reistijd over de gehele lijn bedraagt 72 minuten. De lijn wordt uitgevoerd door de S-Bahn Berlin GmbH, een dochteronderneming van de Deutsche Bahn.
De spoorverbinding maakt van zuid naar noord gebruik van een zeer korte sectie van de Berliner Außenring, de Spoorlijn Berlijn - Görlitz, de Ringbahn en de Spoorlijn Berlijn - Guben.